# Корнацкий, Аркадий Алексеевич
Аркадий Алексеевич Корнацкий (укр. Аркадій Олексійович Корнацький; род. 7 июля 1953, с. Чаусово Второе, Первомайский район, Николаевская область) — украинский предприниматель и политик.

## Биография
В 1980 году окончил факультет экономики и права Университета дружбы народов им. П. Лумумбы. Юрист, переводчик английского языка.
1970 — разнорабочий колхоза «Путь Ленина», с. Чаусово Второе.
1972—1974 — служба в армии.
1974—1980 — студент Университета дружбы народов им. П. Лумумбы.
1980—1989 — на юридических должностях в учреждениях Москвы и Московской области.
1988 — основатель ЧП «Каскад».
2001 — генеральный директор ОАО «Спаулд».
С 1998 — соучредитель и основатель предприятий: ООО «Агрофирма Корнацких», ООО «Юридическая фирма Корнацких», ООО «Стройфирма Корнацких».
С 2002 — руководитель ООО «Агрофирма Конацких».
2007 — советник Председателя Секретариата Президента Украины.
2007—2008 — и.о. заместителя председателя по вопросам агропромышленного комплекса Николаевской облгосадминистрации.
С 2008 — председатель ОО «Крестьянский фронт».
На выборах в Верховную Раду Украины в 2012 году — кандидат в народные депутаты Украины от ВО «Батькивщина» по одномандатному избирательному округу № 132. В 2013 году был кандидатом в депутаты на повторных выборах.
С ноября 2014 года — народный депутат Украины VIII созыва от одномандатного избирательного округа № 132 (партия «Блок Петра Порошенко»). Член Комитета Верховной Рады по вопросам аграрной политики и земельных отношений, член Специальной контрольной комиссии по вопросам приватизации.
Женат, имеет троих дочерей и сына.